# Wyżówka (dopływ Prypeci)
Wyżówka (ukr. Вижівка Wyżiwka, dawniej ukr. i pol. Wyżwa (Вижва)) — mała rzeka na Ukrainie, przepływająca przez rejon turzyski, lubomelski, starowyżewski і ratnieński obwodu wołyńskiego. Prawy dopływ Prypeci w dorzeczu Dniepru).

## Opis
Długość 81 km, Powierzchnia zlewni 1 272 km³. Spadek rzeki 0,53 m/km. Dolina słabo wykształcona o szerokość do 4 km. Terasa podmokła o szerokości do 800 m. Koryto bardzo rozczłonkowane o szerokości 15–18 m i głębokości 1,7 m (miejscami do 3,0 m). Średni przepływ 2,57 m³/s, maksymalnie — 128 m³/s. Wykorzystanie rzeki: melioracja, odprowadzania ścieków.

## Położenie
Źródła Wyżówka znajdują się na północny wschód od wsi Osereby. Płynie głównie na północ i północny wschód Niziny Poleskiej. Wpada do Prypeci na wschód od miasta Ratno.
Dopływy: Płyska, Stopyrka, Staw, Osobnyk, Karnijiwka (lewe); Kyziwka (prawy).
Nad rzeką znajduje się osiedle typu miejskiego Wyżwa Stara.

## Źródła
- Цинкаловський О. Стара Волинь і Волинське Полісся. Краєзнавчий словник — від найдавніших часів до 1914 року. — Вінніпег : Накладом Товариства «Волинь», 1984—1986.
- Географічна енциклопедія України : у 3 т. / редколегія: О. М. Маринич (відпов. ред.) та ін. — К. : «Українська радянська енциклопедія» ім. М. П. Бажана, 1989.
- Wyżówka na mapie OpenStreetMap